# Clément Hervieu-Léger
Pour les articles homonymes, voir Hervieu, Léger et Hervieu-Léger.
Clément Hervieu-Léger, né le 1er juin 1977 à Paris, est un acteur, metteur en scène français, sociétaire de la Comédie-Française et administrateur général de celle-ci, à compter du mois d'août 2025. 

## Biographie

### Famille et formation
Fils du sociologue et haut-fonctionnaire Bertrand Hervieu et de la sociologue Danièle Hervieu-Léger, Clément Hervieu-Léger est le cadet d'une fratrie comptant un frère et une sœur.
Élève au lycée Buffon, où il fréquente l'atelier théâtre, il s'inscrit ensuite en droit et science politique avant de finalement s'orienter vers le théâtre après avoir été repéré par Catherine Alcover alors qu'il jouait en amateur Danceny dans Les Liaisons dangereuses monté par Jean-Pierre Hané au Théo Théâtre. Elle lui propose alors le rôle de Joas dans Athalie.

### Théâtre
D'abord pensionnaire de la Comédie-Française à partir du 1er septembre 2005, il en est sociétaire depuis le 1er janvier 2018. Il y joue sous la direction de Marcel Bozonnet (Le Tartuffe, Valère), Anne Delbée (Tête d’Or, Cébès), Andrzej Seweryn (La Nuit des Rois, Sébastien), Lukas Hemleb (Une Visite Inopportune, le journaliste ; Le Misanthrope, Acaste), Claude Mathieu (L’Enfer), Éric Génovèse (Le Privilège des chemins), Robert Wilson (Fables), Véronique Vella (Cabaret érotique), Denis Podalydès (Fantasio, Spark), Pierre Pradinas (Le Mariage forcé, Alcidas), Loïc Corbery (Hommage à Molière), Marc Paquien (Les affaires sont les affaires, Xavier), Muriel Mayette (La Dispute, Azor ; Andromaque, Oreste), Jean-Pierre Vincent (Ubu, Bougrelas)...
Il a dirigé les comédiens-français dans une lecture d’Esther de Pierre Du Ryer et créé, dans le cadre des cartes blanches du Studio-Théâtre, un solo intitulé Une heure avant… (texte de Vincent Delecroix).
En dehors de la Comédie-Française, il travaille notamment aux côtés de Patrice Chéreau (Rêve d’Automne). Daniel Mesguich (Antoine et Cléopâtre, rôle d'Eros), Nita Klein (Andromaque, Oreste), Anne Delbée (Hernani, rôle-titre), Jean-Pierre Hané (Britannicus, Néron), Bruno Bouché (Ce sont des choses qui arrivent) et tourne avec Chéreau (Gabrielle), Catherine Corsini (La Répétition) et Guillaume Nicloux (La Reine des connes).
Parallèlement à son travail de comédien, il est le collaborateur de Patrice Chéreau (qu'il rencontre en 2003) pour ses mises en scène de Così Fan Tutte de Mozart (Festival d’Aix-en-Provence, Opéra de Paris) et de Tristan et Isolde de Wagner (La Scala de Milan). Il signe également la dramaturgie de Platée de Rameau pour la mise en scène de Marianne Clément (Opéra du Rhin). Il codirige avec Georges Banu un ouvrage consacré à Chéreau, J’y arriverai un jour (Actes Sud, 2009) et publie plusieurs articles sur, notamment, Racine, Haendel ou Wagner.
Il s’est présenté sans succès à la direction du Conservatoire national supérieur d'art dramatique.

### Autres activités
Il est professeur de théâtre à l’école de danse de l’Opéra national de Paris.
Il fonde en 2010 avec Daniel San Pedro la Compagnie des Petits Champs, à Beaumontel, pour laquelle il assure la mise en scène de certaines pièces, notamment L'Épreuve de Marivaux.
Il y crée l’Étable, établissement accueillant différentes activités culturelles (stages de théâtre et de danse, expositions diverses et artistes en résidence), soutenu notamment par le conseil départemental de l'Eure, le conseil régional de Haute-Normandie et le Fonds européen agricole pour le développement rural.
Il enregistre pour France Culture, en février 2015, un texte de Laurent Georjin, Bruno.

### Fonctions à la Comédie-Française
Le 27 décembre 2023, il est nommé membre titulaire du comité d'administration de la Comédie-Française.
Le 19 février 2025, il en est désigné administrateur général par le ministère de la Culture. Il prend ses fonctions le 4 août 2025, succédant à Éric Ruf.

### Décoration
- Officier de l'ordre des Arts et des Lettres (2022)[11]

## Théâtre

### Comédie-Française

#### Comédien
- 2000 : L'Avare de Molière, mise en scène Andrei Serban, le clerc
- 2002 : Une visite inopportune de Copi, mise en scène Lukas Hemleb, le journaliste
- 2003 : La Nuit des rois de William Shakespeare, mise en scène Andrzej Seweryn, Sébastien
- 2004 : Fables de La Fontaine de Jean de La Fontaine, mise en scène Robert Wilson, Salle Richelieu, la grenouille, le tigre, l'homme
- 2005 : Le Tartuffe de Molière, mise en scène Marcel Bozonnet, Valère
- 2006 : Tête d'or de Paul Claudel, mise en scène Anne Delbée, Théâtre du Vieux-Colombier, Cébès
- 2007-2008 : Le Misanthrope de Molière, mise en scène Lukas Hemleb, Acaste
- 2008, 2010 : Le Mariage forcé de Molière, mise en scène Pierre Pradinas, Studio-Théâtre, Alcidas
- 2008 : Fantasio d'Alfred de Musset, mise en scène Denis Podalydès, Salle Richelieu, Prologue, Spark et le Page
- 2009, 2011 : Les affaires sont les affaires d'Octave Mirbeau, mise en scène Marc Paquien, Théâtre du Vieux-Colombier, Xavier Lechat
- 2010 : La Dispute de Marivaux, mise en scène Muriel Mayette, tournée en France, Azor
- 2010 : Fantasio d'Alfred de Musset, mise en scène Denis Podalydès, Salle Richelieu, Prologue, Spark et le Page
- 2010 : Andromaque de Racine, mise en scène Muriel Mayette, Salle Richelieu, Oreste
- 2011 : Andromaque de Racine, mise en scène Muriel Mayette, Salle Richelieu et Théâtre antique d'Orange, Oreste
- 2011 : Le Mariage de Nicolas Gogol, mise en scène Lilo Baur, Théâtre du Vieux-Colombier, Kapilotadov, fonctionnaire, conseiller surnuméraire (en alternance)
- 2011 : Ubu roi d'Alfred Jarry, mise en scène Jean-Pierre Vincent, Salle Richelieu, Bougrelas
- 2011-2012 : La Critique de l'École des femmes de Molière, mise en scène de Clément Hervieu-Léger, Studio-Théâtre, rôle de Galopin en alternance
- 2012, 2014 : Dom Juan ou le Festin de pierre de Molière, mise en scène Jean-Pierre Vincent, Théâtre Éphémère, Don Carlos
- 2012-2013 : La Place royale de Pierre Corneille, mise en scène Anne-Laure Liégeois, Théâtre du Vieux-Colombier, Doraste
- 2016-2017 : Cyrano de Bergerac d'Edmond Rostand, mise en scène Denis Podalydès, Salle Richelieu
- 2016-2017 : Les Damnés d'après Luchino Visconti, mise en scène Ivo Van Hove, Festival d'Avignon puis Salle Richelieu
- 2017 : Lucrèce Borgia de Victor Hugo, mise en scène Denis Podalydès, Salle Richelieu
- 2018 : Le Petit maître corrigé de Marivaux, mise en scène de Clément Hervieu-Léger, Salle Richelieu
- 2020 : Angels in America de Tony Kushner, mise en scène Arnaud Desplechin, Salle Richelieu
- 2021-2022 : Le Bourgeois gentilhomme de Molière, mise en scène de Valérie Lesort et Christian Hecq, Salle Richelieu, Dorante
- 2023 : La Mort de Danton de Georg Büchner, mise en scène Simon Delétang, Salle Richelieu

#### Metteur en scène
- 2011-2012 : La Critique de l'École des femmes de Molière, Studio-Théâtre
- 2014-2019, repris en 2022[12]
- 2014 : Le Misanthrope de Molière, Salle-Richelieu
- 2016-2018 : Le Petit-Maître corrigé de Marivaux, Salle Richelieu
- 2018 : L'Éveil du printemps de Frank Wedekind, Salle Richelieu
- 2021 : La Cerisaie, d'Anton Tchekhov, Salle Richelieu

### Hors Comédie-Française

#### Comédien
- 1997 : Madame Béate et son fils d'après Arthur Schnitzler, mise en scène Claude Aufaure, Théâtre du Lucernaire
- 2000 : Le Dindon de Georges Feydeau, mise en scène Anne Delbée, Théâtre 14 Jean-Marie Serreau
- 2003 : Antoine et Cléopâtre de William Shakespeare, mise en scène Daniel Mesguich, Théâtre de l'Athénée-Louis-Jouvet
- 2007 : Le Misanthrope de Molière, mise en scène Lukas Hemleb, Théâtre de Cachan
- 2010-2011 : Rêve d'automne de Jon Fosse, mise en scène Patrice Chéreau, Musée du Louvre, Théâtre de la Ville

#### Metteur en scène
- 2011 : La Didone de Francesco Cavalli, livret Giovanni Francesco Busenello, direction musicale de William Christie et Les Arts Florissants, Théâtre de Caen, Luxembourg, Théâtre des Champs-Élysées
- 2012 : L'Épreuve de Marivaux, production Compagnie des Petits Champs, Beaumontel, Théâtre de l'Ouest parisien, Théâtre des 13 vents, Théâtre Firmin Gémier / La Piscine, Théâtre de l'Union
- 2016-2017 : Monsieur de Pourceaugnac de Molière, Théâtre des Bouffes-du-Nord
- 2017 : Le Pays lointain de Jean-Luc Lagarce, Théâtre National de Strasbourg
- 2019 : Une des dernières soirées de Carnaval de Goldoni, Théâtre des Bouffes-du-Nord
- 2021 : Les Éclairs (opéra-comique) de Jean Echenoz (livret) et Philippe Hersant (musique), Théâtre national de l'Opéra-Comique
- 2022 : Un mois à la campagne d'Ivan Tourgueniev, création au théâtre des Célestins
- 2022 : Place de la République, en tournée et au théâtre du Lucernaire à Paris
- 2023 : On achève bien les chevaux d'après They Shoot Horses, Don't They de Horace McCoy, création au Festival d'été de Châteauvallon avec le Ballet de l'Opéra national du Rhin

### Dramaturge
- 2010 : Platée d'après Jean-Philippe Rameau, mise en scène Mariame Clément (direction musicale de Christophe Rousset et Les Talens Lyriques) Opéra national du Rhin, Strasbourg
- 2014 : Le Voyage en Uruguay, mise en scène de Daniel San Pedro
- 2022 : Place de la République, en tournée et au théâtre du Lucernaire à Paris

### Prix
- Grand prix du théâtre du Syndicat de la critique 2020 pour Une des dernières soirées de carnaval[13]

## Filmographie
- 2001 : La Répétition de Catherine Corsini
- 2005 : Gabrielle de Patrice Chéreau
- 2009 : Suite Noire - La Reine des Connes, (saison 1, épisode 5 sur 8) de Guillaume Nicloux
- 2016 : Dom Juan et Sganarelle de Vincent Macaigne, téléfilm
- 2022 : Frère et Sœur d'Arnaud Desplechin
- 2023 : La Passion de Dodin Bouffant de Trần Anh Hùng : l'envoyé du Prince
- 2024 : Sarah Bernhardt, La Divine de Guillaume Nicloux